# تاکفومی ساساکی
تاکفومی ساساکی (ژاپنی: 佐々木 丈文؛ زادهٔ ۵ ژوئیهٔ ۱۹۷۸) یک بازیکن فوتبال اهل ژاپن است.
از باشگاه‌هایی که در آن بازی کرده‌است می‌توان به باشگاه فوتبال آویسپا فوکوئوکا اشاره کرد.